# IC 5321
IC 5321 — галактика типу Sa (спіральна галактика) у сузір'ї Водолій.
Цей об'єкт міститься в оригінальній редакції індексного каталогу.